# Commaladera discolor
Commaladera discolor är en skalbaggsart som beskrevs av Brenske 1900. Commaladera discolor ingår i släktet Commaladera och familjen Melolonthidae. Inga underarter finns listade i Catalogue of Life.